# Zbigniew Chłap
Zbigniew Mieczysław Chłap (ur. 8 kwietnia 1928 w Dąbrowie Górniczej, zm. 15 maja 2025 w Krakowie) – polski patofizjolog, nauczyciel akademicki i społecznik, profesor nauk medycznych, działacz opozycyjny w okresie PRL.

## Życiorys
Podczas okupacji niemieckiej, w latach 1943–1945 należał do Szarych Szeregów w Częstochowie; używał pseudonimu  „Robur”.
W 1952 ukończył studia na Wydziale Lekarskim Akademii Medycznej w Krakowie, doktoryzował się w 1959 na podstawie pracy Cytopatologia komórek nowotworowych HeLa w hodowli in vitro. W 1964 uzyskał stopień doktora habilitowanego w oparciu o rozprawę Patomorfologia zmian wywołanych zakażeniem onkotwórczym wirusem polyoma. W 1977 otrzymał tytuł profesorski w zakresie nauk medycznych. Specjalizował się w patofizjologii. Zawodowo był związany z macierzystą uczelnią (później przekształconą w Collegium Medicum Uniwersytetu Jagiellońskiego). W latach 1965–1970 kierował Pracownią Cytologii Klinicznej Katedry Anatomii Patologicznej, a w latach 1973–1990 Katedrą Patofizjologii. W latach 1973–1981 był zastępcą dyrektora Instytutu Patologii AM, a w latach 1991–1993 pełnił funkcję dziekana Wydziału Lekarskiego. W latach 1991–1998 kierował Międzywydziałową Katedrą Patofizjologii. Wykładał także na Akademii Polonijnej w Częstochowie. Był członkiem Komitetu Patomorfologii PAN oraz Komisji Etyki w Nauce PAU.
W 1980 dołączył do NSZZ „Solidarność”, współtworzył komitet założycielski na swojej uczelni, pełnił funkcję wiceprzewodniczącego komisji zakładowej. W stanie wojennym zajął się redagowaniem pism drugiego obiegu wydawanych w krakowskim środowisku lekarskim. Organizował kolportaż wydawnictw podziemnych, współpracował z Arcybiskupim Komitetem Pomocy Więźniom i Internowanym w Krakowie. W połowie lat 80. organizował (początkowo niejawną) polską sekcję Lekarzy Świata.
W 1989 brał udział w pracach podzespołu do spraw zdrowia w ramach rozmów Okrągłego Stołu. Należał do krakowskiego Komitetu Obywatelskiego. W latach 1989–1993 kierował Komisją Etyki Naczelnej Izby Lekarskiej. W połowie lat 90. zainicjował utworzenie Stowarzyszenia Lekarze Nadziei, którym kierował do 2018. Wchodził w skład komitetu wspierającego kandydaturę Karola Nawrockiego na prezydenta RP w wyborach w 2025.
Zmarł w Krakowie, pochowany 26 maja 2025 na cmentarzu Salwatorskim (sektor IA/1/9).

## Odznaczenia i wyróżnienia
- Krzyż Wielki Orderu Odrodzenia Polski (2024)[13]
- Krzyż Oficerski Orderu Odrodzenia Polski (2004)[14]
- Krzyż Kawalerski Orderu Odrodzenia Polski (1978)[1]
- Krzyż Wolności i Solidarności (2011)[15]
- Odznaka „Weteran Walk o Wolność i Niepodległość Ojczyzny” (2007)[4]
- Kawaler Orderu Palm Akademickich (Francja, 1994)[4][16]
- Medal Wojska (1948)[4]
- Krzyż Armii Krajowej (1981)[4]
- Medal „Plus ratio quam vis” (2018)[8]
- Złoty Medal Alberta Schweitzera (1998)[4]
- Medal „Pro Publico Bono” (2004)[4]
- Medal Gloria Medicinae (2005)[4]
- Medal „Dziękujemy za wolność” (2019)[4]
- Odznaczenie Pro Gloria Medici (1999)[4]
- Pamiątkowy Medal prof. Józefa Bogusza (2006)[17]
- Honorowa Nagroda Zaufania „Złoty OTIS” (2010)[4]
- Nagroda Totus Tuus (2014)[18]